# Sesede Terziyan

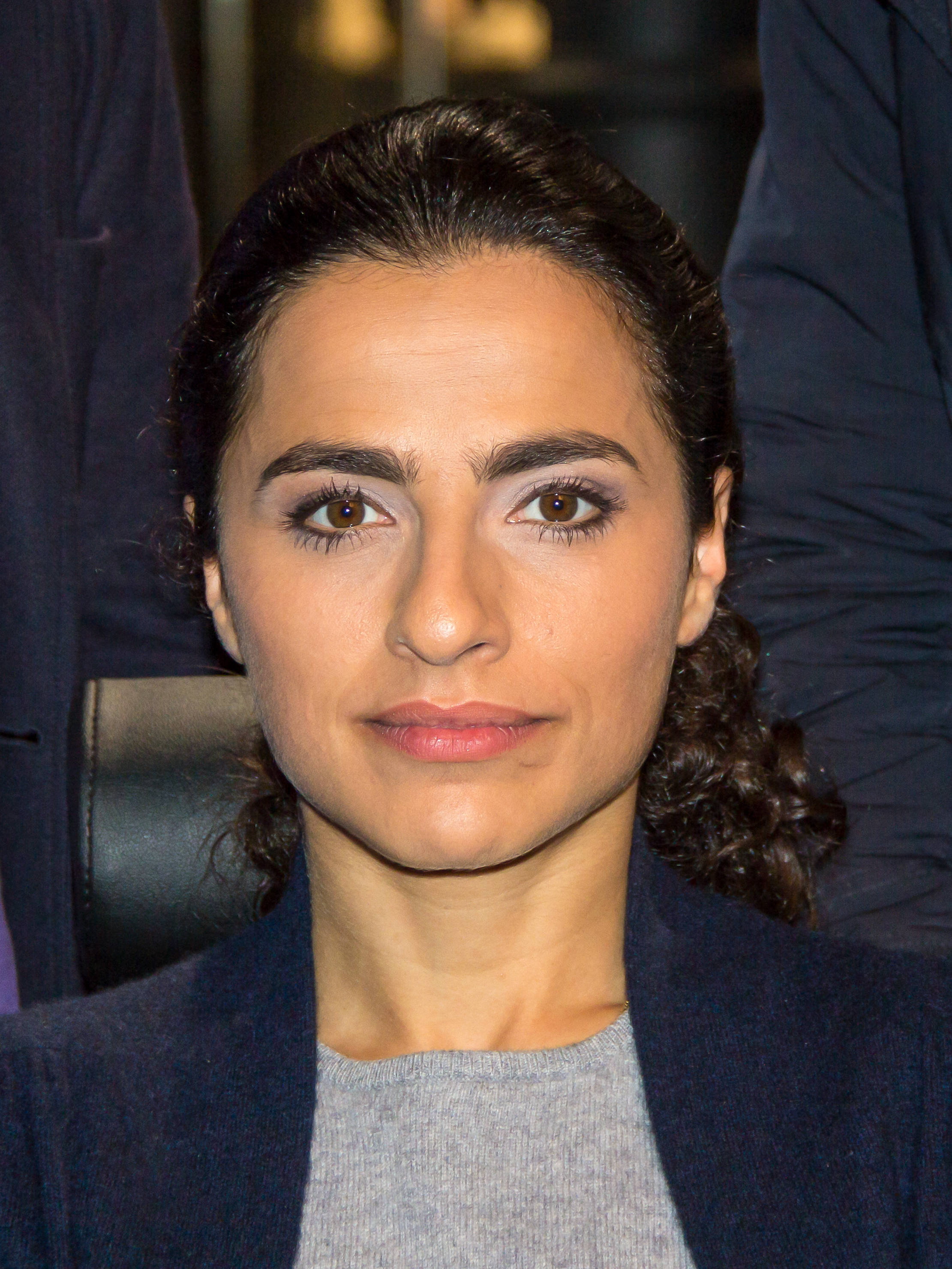
Sesede Terziyan (2014)

Sesede Terziyan (* 1981 in Nordenham) ist eine deutsche Schauspielerin.

## Leben
Sesede Terziyan wuchs als Tochter armenischer Eltern aus dem türkischen Yozgat in Butjadingen (Niedersachsen) und Sulzbach an der Murr (Baden-Württemberg) auf. Ihre Muttersprachen sind Türkisch und Deutsch. Ihre Ausbildung absolvierte sie von 2001 bis 2005 an der Hochschule für Schauspielkunst „Ernst Busch“ Berlin. Im Jahr 2005 war sie Mitgründerin des Berliner Off-Theaters Eigenreich, auf dessen Bühne sie selbst auch stand.
Bereits vor Abschluss ihrer Ausbildung hatte Terziyan von 2003 bis 2005 Auftritte an mehreren Theatern. So trat sie etwa am Deutschen Theater Berlin in Tod eines Handlungsreisenden auf, am Maxim-Gorki-Theater, an Tourneetheatern, beim Tübinger Theatersommer und bei der RuhrTriennale. Von 2005 bis 2007 war sie fest am Deutschen Theater Göttingen engagiert. Seit der Spielzeit 2013/14 ist sie festes Ensemblemitglied am Maxim-Gorki-Theater unter der Intendanz von Shermin Langhoff. Seit 2020 ist sie als Erste Kriminalhauptkommissarin Jasmin Sayed Leiterin der Wasserschutzpolizei Berlin in der ARD-Serie WaPo Berlin. In der vierten Staffel der Fernsehserie Charité spielte sie im Jahr 2024 die Hauptrolle der Mikrobiologin Maral Safadi.
Sesede Terziyan lebt in Berlin und ist Mutter eines Kindes.

## Filmografie

### Kino
- 2005: Cataract (Kurzfilm)
- 2008: Speed Racer
- 2011: Almanya – Willkommen in Deutschland
- 2014: Einmal Hans mit scharfer Soße
- 2016: Der Kuaför aus der Keupstraße (Dokumentarfilm)
- 2018: 25 km/h
- 2018: Skin Creepers
- 2021: Stille Post
- 2025: Ganzer halber Bruder

### Fernsehen
- 2006: SOKO Köln (Folge Letzte Ausfahrt Chorweiler)
- 2006: Abschnitt 40 (Folge Blutrache)
- 2007: Vertraute Angst
- 2007: Tatort: Roter Tod
- 2007: Tatort: Wem Ehre gebührt
- 2007–2009: Familie Sonnenfeld (Fernsehserie, 5 Folgen)
- 2008: Tatort: Schatten der Angst
- 2008: Unschuldig (Folge Isabella)
- 2008: In letzter Sekunde
- 2008: Mordkommission Istanbul (Folge Die Tote in der Zisterne)
- 2009: Ayla
- 2010: SOKO Leipzig (Folge Familiensache)
- 2010: Der letzte Bulle (Fernsehserie, Folge Der Weihnachtsmann ist tot)
- 2010: Der Doc und die Hexe (Fernsehserie, 2 Folgen)
- 2011: SOKO Kitzbühel (Folge Auf Liebe und Tod)
- 2013: Tatort: Melinda
- 2014: Das Ende der Geduld
- 2017: Der Gutachter
- 2017: Der 7. Tag
- 2019: Familie Bundschuh – Wir machen Abitur
- 2020: Wer einmal stirbt, dem glaubt man nicht
- 2020–2024: WaPo Berlin (Fernsehserie)
- 2021: Tatort: Die dritte Haut
- 2022: Love Addicts
- 2024: Charité (6 Folgen)

## Hörspiele (Auswahl)
- 2015: Simone Kucher: Armenien – Die Heimat im Gepäck: Der Stimme ihren Ort zurück (Lusine) – Regie: Jörg Schlüter (Original-Hörspiel – WDR)
- 2018: Leyla Rabih, Mohammed al Attar: Mein fremdes Land – Regie: Anouschka Trocker (Originalhörspiel – RBB)
- 2025: Michel Decar: Die Kobra von Kreuzberg (Erzählerin) – Regie: Mara May (Romanvertonung – Deutschlandfunk)[5]